# Nanobakterie

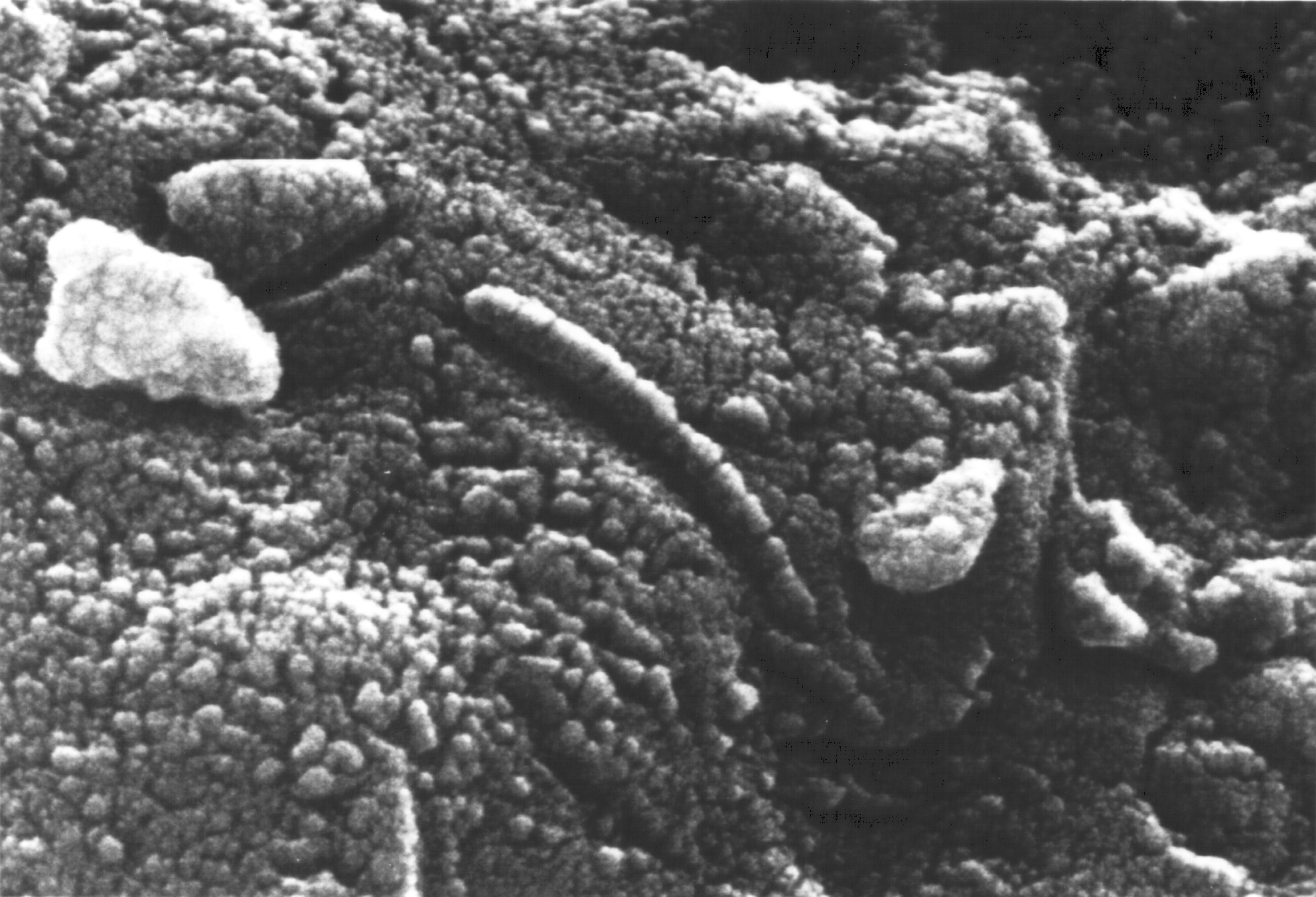
Struktury na meteoritu ALH84001

Nanobakterie (Nanobacteria, případně u geologických nálezů Nannobacteria) je termín, který se užívá pro kontroverzní nálezy útvarů, které byly označeny za nejmenší žijící buněčné organismy vůbec (v průměru asi 50 nm). V současnosti jsou však považovány za neživé částice.

## Historie výzkumu
Nanobakterie popsal poprvé geolog Robert L. Folk v roce 1989 z hornin ve Viterbu v Itálii. V roce 1996 byly podobné struktury nalezeny v meteoritu z Marsu (tzv. nález ALH84001).
Pro biologii objevili nanobakterie E. Olavi Kajander a Neva Ciftcioglu z Finska v roce 1998 a navrhli pro ně taxonomický název Nanobacterium sanguineum. Nalezli je v lidské a kraví krvi, a popsali je jako organismy, které jsou velmi odolné například k barvícím postupům, teplu a radiaci. V této práci uvádí, že se nanobakterie podílí na tvorbě ledvinových kamenů a malakoplakie. V roce 2000 John O. Cisar a jeho tým zveřejnili studii, která nanobakterie označuje za krystaly a považuje DNA, nalezenou dříve Kajanderem a Ciftciogluem, za kontaminaci vzorku z prostředí. V únoru 2005 NASA vydala zprávu, podle níž se nanobakterie rozmnožují v mikrogravitačních podmínkách, které panují ve vesmíru, asi pětkrát rychleji než na Zemi. O rok později byl pořízen první video snímek nanobakterií. V roce 2008 v periodiku PLoS byla zveřejněna studie, která odmítla nanobakterie jako živé organismy a považuje je za nebuněčné struktury (tzv. minerálfetuinové komplexy analogické prionům). Také další článek v PNAS vyvrací nanobakterie jako živé entity, místo toho je označuje za nanočástice uhličitanu vápenatého.